# Overijsselsche Lokaalspoorweg-Maatschappij Deventer - Ommen

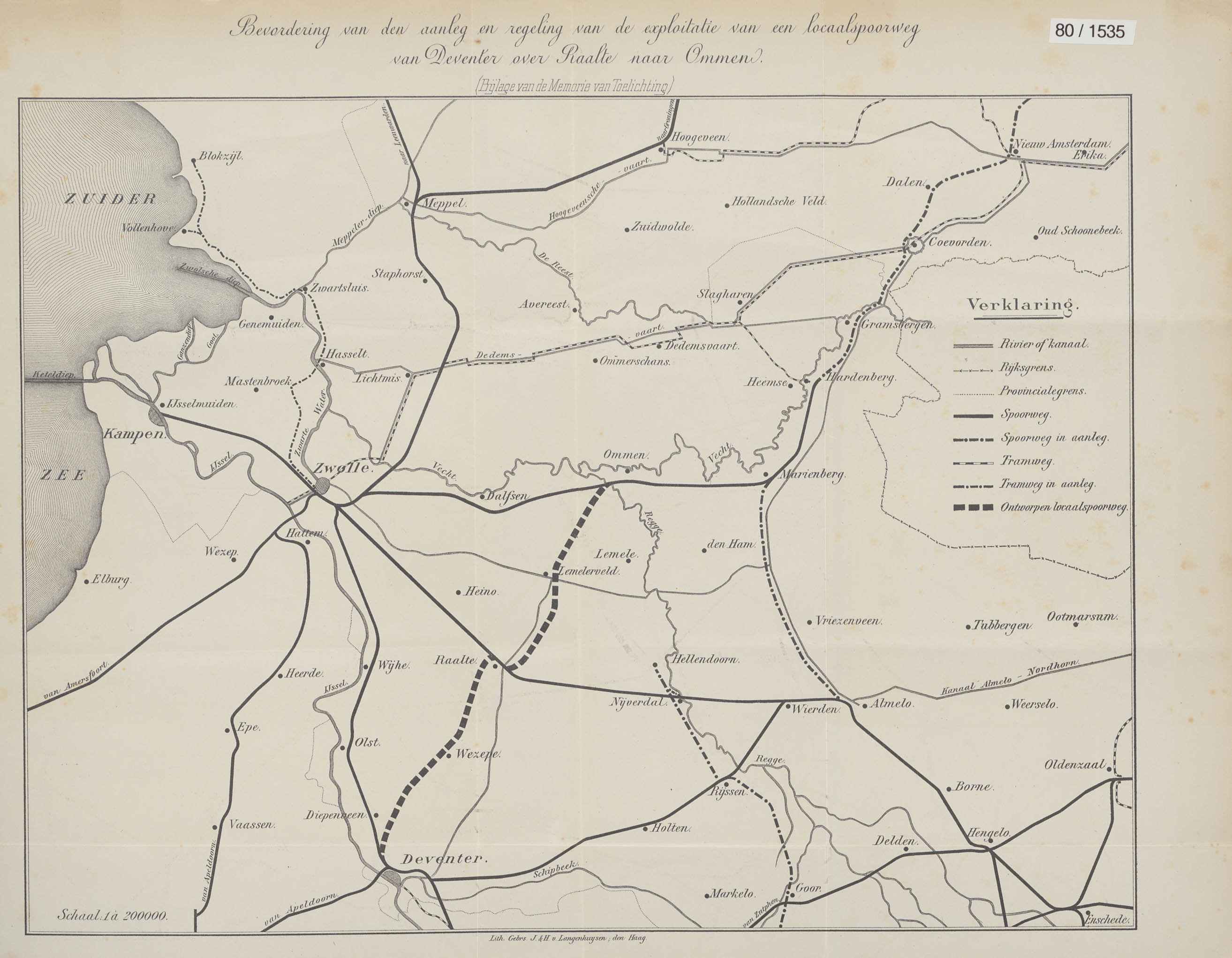
Kaart bij kamerstuk Tweede Kamer 1904-1905 nummer 203

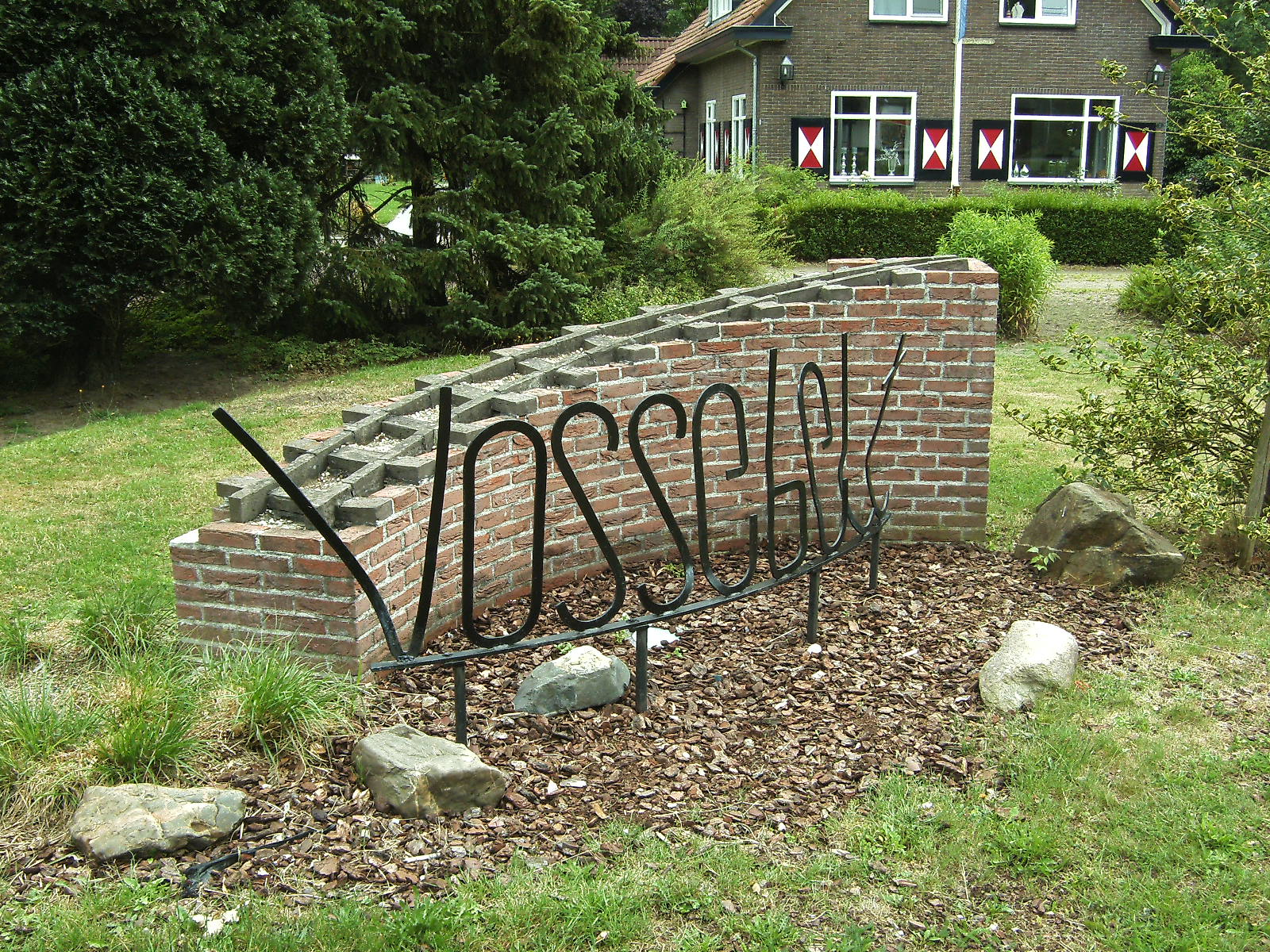
Herinnering aan de lijn te Diepenveen-Vossebelt

De Overijsselsche Lokaalspoorweg-Maatschappij Deventer - Ommen (OLDO) legde de spoorlijn Deventer - Ommen aan, die werd geopend op 31 augustus 1910. Hiervoor werd een rijkssubsidie van 393.000 gulden verleend. De lijn werd voor het eerst geëxploiteerd op 1 oktober 1910 door de Maatschappij tot Exploitatie van Staatsspoorwegen (SS). Na de fusie van SS en de Hollandsche IJzeren Spoorweg-Maatschappij (HSM) geschiedde dit door de Nederlandse Spoorwegen.
Vanaf 1905, dus nog voor er treinen reden tussen Deventer en Ommen, heeft men geprobeerd de lijn door te trekken naar Hoogeveen. Hiertoe werd een aparte onderneming opgericht, de Overijsselsch-Drentsche Lokaal Spoorweg Maatschappij Ommen-Hoogeveen, gevestigd te Dedemsvaart. De kosten van de aanleg werden in 1911 begroot op ƒ 1.032.000,—., waarbij men rekende op een renteloos voorschot van het rijk tot 1/3 van de totale aanlegkosten en bijdragen van de provincies Drenthe en Overijssel. De gemeenten Ambt Ommen, Stad Ommen, Avereest, Zuidwolde en Hoogeveen wilden een financiële bijdrage leveren op voorwaarde van een station of halteplaats in de gemeente. De ontworpen spoorweg zou de afstand van Groningen naar Deventer en Twente aanzienlijk verkorten. Door o.a. de opkomst van de autobus eind jaren 20 werd het draagvlak voor het plan kleiner. Het initiatief strandde uiteindelijk toen de minister van Waterstaat op 20 februari 1932 mededeelde dat een lokaalspoorweg tussen Ommen en Hoogeveen niet rendabel werd geacht en men derhalve niet aan de totstandkoming van deze lijn zou meewerken. De Overijsselsch-Drentsche Spoorweg Maatschappij Ommen-Hoogeveen werd vervolgens ontbonden op 6 mei
Het voornaamste probleem van de lijn was dat er geen plaatsen met veel inwoners of fabrieken aan de lijn lagen, afgezien van Deventer, Raalte en Ommen die al een rechtstreekse verbinding met Zwolle hadden. Aanvankelijk reden er vijf treinen op een dag. In 1932 reden er op werkdagen nog slechts vier treinen in beide richtingen, op zondagen nog maar drie, voornamelijk door concurrentie van de autobus. Bij de bezuinigingsoperaties in de jaren dertig viel het doek voor veel lokaalspoorwegen en op 14 mei 1935 reed de laatste trein van Ommen naar Deventer. De volgende dag werd door de firma A.H. Hardon uit Deventer een buslijn Deventer - Ommen geopend met een optocht van acht bussen met genodigden die onderweg feestelijk werden onthaald.
0,0: Deventer ·
0: Boksbergerweg ·
2: De Platvoet ·
4: Diepenveen Oost ·
5: Hoek ·
8: Eikelhof ·
9: Hiethaar ·
10: Wesepe ·
13: Pleegste ·
18: Langkamp ·
19: Raalte ·
22: Linderte ·
23: Crisman ·
26: Posthoorn ·
28: Lemelerveld ·
32: Dalmsholte ·
38: Ommen